# ماكسيم تالبوت
ماكسيم تالبوت هو لاعب هوكي الجليد كندي، ولد في 11 فبراير 1984 في Le Moyne, Quebec ‏ في كندا.

## وصلات خارجية
- ماكسيم تالبوت على موقع دوري الهوكي الوطني (الإنجليزية)
- ماكسيم تالبوت على موقع إي إس بي إن.كوم (أن.إتش.أل) (الإنجليزية)
- ماكسيم تالبوت على موقع قاعة مشاهير الهوكي (لاعب أن.إتش.أل) (الإنجليزية)
- ماكسيم تالبوت على موقع دوري الهوكي للقارات (الإنجليزية)
- ماكسيم تالبوت على موقع EliteProspects.com (الإنجليزية)
- ماكسيم تالبوت على موقع HockeyDB.com (الإنجليزية)
- ماكسيم تالبوت على موقع Hockey-Reference.com (الإنجليزية)